# Mathieu Crickboom
Mathieu Crickboom (2 de marzo de 1871 - 30 de octubre de 1947) fue un violinista y profesor belga. Nació en Verviers, Hodimont y falleció en Bruselas.
Crickboom fue el más importante discípulo del violinista y compositor belga Eugène Ysaÿe, quien le dedicó la quinta de sus virtuosísticas sonatas para violín, en concreto la Sonata para violín solo número 5. En la misma línea, el compositor romántico francés Ernest Chausson le dedicó su cuarteto de cuerda.
Crickboom tocaba el segundo violín, desde su fundación en 1884, del primer Cuarteto Ysaÿe (Quatour Ysaÿe), junto con el mismo Ysaÿe, como primer violín, Léon van Hout, a la viola y Joseph Jacob como violoncelo. Formó parte del cuarteto hasta 1894.
Vivió muchos años en Barcelona a donde llegó en 1895. Allí dirigió una escuela de violín y lideró una sociedad de conciertos, la Societat Catalana de Concerts. Su influencia en la difusión del repertorio romántico de música de cámara, así como en la pedagogía de la música y de la técnica del violín en Cataluña fue muy relevante. En 1897 fundó el Cuarteto Crickboom con Pablo Casals al violoncelo, Josep Rocabruna como segundo violín y Rafael Gálvez como viola. En 1896 actuó en Palma de Mallorca en colaboración con Enrique Granados.
En otoño de 1896 se encontró con que le fallaron los músicos que necesitaba para cumplir con sus compromisos con la sociedad de conciertos con la que colaboraba y para solucionarlo, consiguió la ayuda de músicos amigos suyos como Ysaÿe, Chausson, Guidé, —el director de la Ópera de Bruselas—, y un violoncelista llamado Gillet. Acompañados por Granados y por el maestro Enrique Morera se encontraron un día en Cau Ferrat, la notable residencia de Santiago Rusiñol en Sitges. Esa tarde interpretaron música de compositores entonces nuevos como Gabriel Fauré, Max Bruch, Camille Saint-Saëns y de los mismos Chausson y Granados.
Volvió a Bélgica y fue profesor del Conservatorio de Lieja (1910) y posteriormente del Conservatorio de Bruselas (1919).
Compuso diversas obras de música de cámara. Editó numerosos conciertos para violín de grandes compositores del  siglo XVIII y siglo XIX, pero su principal dedicación fue a su método de violín, estructurado en forma de estudios progresivos, dúos, melodías populares y temas técnicos, a partir de obras relevantes de otros compositores del siglo XIX u obras de su propia creación. 
Posteriormente formó un trío con Granados y Casals y en 1897, fundó la Societat Filharmònica de Barcelona con músicos procedentes de la anterior sociedad de conciertos.
Tocó el ciclo completo de las sonatas para violín y piano de Beethoven con el pianista belga Arthur De Greef. 